# Ledella verdiensis
Ledella verdiensis is een tweekleppigensoort uit de familie van de Nuculanidae. De wetenschappelijke naam van de soort is voor het eerst geldig gepubliceerd in 1989 door Allen & Hannah.